# Jörg Schwenke
Jörg Schwenke, ps. „Joshi” (ur. 13 czerwca 1952 w Berlinie, zm. 14 maja 1990 tamże) – niemiecki gitarzysta rockowy.

## Życiorys
Wywodzi się z berlińskiej sceny muzycznej i grał na gitarze solowej. Był członkiem zespołu The Shatters, który akompaniował piosenkarce Manueli, która wykonywała piosenki w stylu schlager (pol. muzyka szlagierowa). W 1967 roku wystąpili jako support przed Jimim Hendrixem w Neue Welt.
Po zakończeniu współpracy z wokalistką, grupa ta została zepchnięta do roli akompaniatora tancerkom w klubach nocnych podczas striptizu i muzyk nie był tym faktem zachwycony. W lipcu 1970 roku dołączył do Agitation Free, gdzie otrzymał pseudonim „Joshi”, i wniósł ogrom świeżej i twórczej kreatywności w swojej grze, dzięki czemu zespół wszedł na nową drogę rozwoju (w wyniku tego, iż gitarzysta wcześniej poznał basistę Agitation Free, Michaela Günthera i okazało się, że muzycy szukają gitarzysty w miejsce Alexa „Axa” Genricha, który przeszedł do Guru Guru).

Zrządzeniem losu, pierwszego dnia szkoły w Hildegard-Wegscheider, na szkolnym boisku obok mnie usiadł pewien gość i zaczął z zainteresowaniem przeglądać mój katalog wzmacniaczy Marshalla (wzmacniacze Jima Marshalla były hitem w tamtym czasie – używał ich Hendrix). Czy ty też jesteś muzykiem? zapytał i zaczęliśmy rozmawiać. Powiedział, że jest gitarzystą i gra w „grupie striptizowej” o nazwie Shatters, byłym zespole drugoplanowym znanej berlińskiej piosenkarki Schlager Manueli. Ale miał już dość Shatters i był otwarty na coś nowego. Nazywał się Joshi i wszyscy polubiliśmy go od pierwszego dnia, kiedy z nami zagrał. A fakt, że absolutnie nie miał doświadczenia w graniu naszego rodzaju muzyki, był szczególnie atrakcyjny.

W dniach 4–27 kwietnia 1972 roku na zaproszenie Instytutu Goethego udał się wraz z zespołem na tournée po Egipcie, Libanie, Cyprze i Grecji. 6 lipca 1972 roku wszedł razem z kolegami do Audio-Tonstudio (pierwsze 16-ścieżkowe studio nagrań) w Berlinie i rozpoczął nagrywanie debiutanckiej płyty, przetwarzając liczne wrażenia oraz doświadczenia, które zebrali podczas podróży i tak powstał album Malesch, który przyniósł Agitation Free uznanie, którego dotychczas brakowało. Próba przełamania barier między muzyką poważną a popularną została podjęta i wygląda na to, że zakończyła się sukcesem – napisał Karl Heinz Borchert w Musikexpressie. Intensywna działalność koncertowa sprawiła, że Agitation Free stawało się coraz bardziej znane w całej Europie.
W marcu i kwietniu 1973 roku gitarzysta wraz z grupą odbył trasę koncertową po Francji i od jakiegoś czasu pogrążał się w narkotykowym nałogu (miewał też myśli samobójcze). Rozgłos wokół berlińskiej formacji wzrósł po udziale w audycji radiowej Pop Club w budynku ORTF. Zaś 27 marca 1973 roku miał miejsce występ w programie telewizyjnym Rock en Stock. Muzycy Agitation Free przebywali już w Niemczech, gdy w ostatniej niemalże chwili okazało się, że promotor Assad Debs zorganizował kolejny występ na żywo we Francji i 8 maja 1973 roku zespół był zmuszony zagrać w berlińskiej dyskotece Sound, aby zebrać pieniądze na owrót. Był to ostatni koncert gitarzysty, który był uzależniony od heroiny i 9 maja nie pojawił się na spotkaniu zespołu związanym z jej wyjazdem na kolejną trasę po Francji (zamiast niego pojechał Stefan Diez).
14 listopada 1974 roku jako były członek Agitation Free, wziął udział imprezie pożegnalnej zespołu (pod nazwą The Final Reunion), który kończył swą działalność. Fragmenty tych występów ukazały się po raz pierwszy w 1995 roku na płycie Fragments (reedycja z 2003 roku zawiera dodatkowy utwór z tego koncertu, zatytułowany Blues).
Pracował w sklepie ze sprzętem Hi-fi, swojego ojca w dzielnicy Moabit w ówczesnym Berlinie Zachodnim i choć intensywnie próbował to nigdy nie wyleczył się z uzależnienia od narkotyków. 14 maja 1990 roku został znaleziony martwy na stacji metra w Berlinie.

## Dyskografia Agitation Free z udziałem gitarzysty[7]

### Albumy
- 1972: Malesch (LP, Vertigo – od 2008 na niektórych reedycjach albumu znajdują się bonusy, tj.: Music Factory, utwór nagrany 25 lutego 1972 roku podczas koncertu w Moguncji oraz film wideo pt. Agitation Free At Sakkara, sfilmowany i zmontowany w kwietniu 1972 r. w Kairze)
- 1976: Last (LP, Barclay – utwory 1 (Soundpool)-2 (pierwsza wersja utworu Laila) nagrane na żywo w marcu 1973 w Studio Aquarium dla francuskiej stacji radiowej; od 2008 na większości wydań kompaktowych znajduje się dodany jako bonus utwór pt. Schwingspule – nagrany w grudniu 1971 roku podczas koncertu w TU-Mensa w Berlinie)
- 1995: Fragments (CD, Musique Intemporelle – zapis „Final Reunion Concert” z dn. 14 listopada 1974 w Berlinie – z wyjątkiem utworu Mediteranean Flight, który został nagrany 19 lipca 1974 roku w Audio Tonstudio w Berlinie – reedycje kompaktowe wydawnictwa Revisited Records z 2009 zawierają dodany jako bonus utwór pt. Crashlanding, nagrany w grudniu 1971 roku podczas koncertu w TU-Mensa w Berlinie)
- 2008: Live '74 (At The Cliffs Of River Rhine) (CD, Revisited Records – ta reedycja albumu, tak samo jak jego wersja LP, wydana przez wytwórnię MIG w 2019 – zawiera bonusowy utwór pt. Big Fuzz, który nagrano 16 lutego 1972 roku podczas koncertu w Moers).
- 2012: 1st (LP, Korusuro Records – zapis koncertu w Tu Mensa Berlin z dn. 24 marca 1972)

### Kompilacje
- 2006: Lüül – Zeitreise (CD, Grundsound)
- 2013: Różni wykonawcy – Deutsche Elektronische Musik 2 (Experimental German Rock And Electronic Musik 1971-83) (CD Soul Jazz Records)
- 2016: Agitation Free – Last, Fragments & Live '74 (CD, MIG)